# مارك روبسون
مارك روبسون (بالإنجليزية: Mark Robson)‏ (و. 1913 – 1978 م) هو مخرج أفلام، ومنتج أفلام، ومونتير كندي، ولد في مونتريال، توفي في لندن، عن عمر يناهز 65 عاماً، بسبب نوبة قلبية.

## التعليم
تعلم في جامعة كاليفورنيا، لوس أنجلوس.

## وصلات خارجية
- مارك روبسون على موقع IMDb (الإنجليزية)
- مارك روبسون على موقع الموسوعة البريطانية (الإنجليزية)
- مارك روبسون على موقع ألو سيني (الفرنسية)
- مارك روبسون على موقع تيرنر كلاسيك موفيز (الإنجليزية)
- مارك روبسون على موقع أول موفي (الإنجليزية)
- مارك روبسون على موقع قاعدة بيانات الأفلام السويدية (السويدية)
- مارك روبسون على موقع إن إن دي بي (الإنجليزية)
- مارك روبسون على موقع قاعدة بيانات الفيلم (الإنجليزية)
- مارك روبسون على موقع كينوبويسك (الروسية)